# Pararistolochia meridionaliana
Pararistolochia meridionaliana är en piprankeväxtart. Pararistolochia meridionaliana ingår i släktet Pararistolochia och familjen piprankeväxter.

## Underarter
Arten delas in i följande underarter:
- P. m. meridionaliana
- P. m. milnensis
- P. m. popondettensis